# Nagroda Schocka
Nagroda Rolfa Schocka – szwedzka nagroda naukowo-artystyczna przyznawana od 1993 roku przez Królewską Szwedzką Akademię Nauk, Szwedzką Królewską Akademię Sztuki i szwedzką Królewską Akademię Muzyczną. Każdorazowo nagroda obejmuje cztery dziedziny:
- filozofia z logiką,
- matematyka,
- sztuki wizualne,
- sztuki muzyczne.

W 2018 roku nagroda w każdej dziedzinie wynosiła po 400 tys. koron szwedzkich (SEK). Fundatorem nagrody był Rolf Schock – szwedzki filozof i artysta, zmarły w 1986 roku, który zapisał utworzenie tej nagrody w swoim testamencie.

## Laureaci
Nagrodę przyznawano w nierównych odstępach czasowych, od jednego roku do trzech lat. Przeważnie w jednej edycji otrzymywała ją jedna osoba w każdej dziedzinie, choć zdarzało się przyznanie jej dwóm osobom, a także całym instytucjom.

### Logika i filozofia
- 1993: Willard Van Orman Quine
- 1995: Michael Dummett
- 1997: Dana Scott
- 1999: John Rawls
- 2001: Saul Kripke
- 2003: Solomon Feferman
- 2005: Jaakko Hintikka
- 2008: Thomas Nagel
- 2011: Hilary Putnam
- 2014: Derek Parfit
- 2017: Ruth Millikan
- 2018: Saharon Szelach
- 2020: Dag Prawitz i Per Martin-Löf
- 2022: David Kaplan
- 2024: Irene Heim, Hans Kamp

### Matematyka
- 1993: Elias M. Stein
- 1995: Andrew Wiles
- 1997: Mikio Satō
- 1999: Jurij Manin
- 2001: Elliott H. Lieb
- 2003: Richard P. Stanley
- 2005: Luis Caffarelli
- 2008: Endre Szemerédi
- 2011: Michael Aschbacher
- 2014: Zhang Yitang
- 2017: Richard Schoen
- 2018: Ronald Coifman
- 2020: Nikołaj Makarow
- 2022: Jonathan S. Pila
- 2024: Lai-Sang Young

### Sztuki muzyczne
- 1993: Ingvar Lidholm
- 1995: György Ligeti
- 1997: Jorma Panula
- 1999: Kronos Quartet
- 2001: Kaija Saariaho
- 2003: Anne Sofie von Otter
- 2005: Mauricio Kagel
- 2008: Gidon Kremer
- 2011: Andrew Manze
- 2014: Herbert Blomstedt
- 2017: Wayne Shorter
- 2018: Barbara Hannigan
- 2020: György Kurtág
- 2022: Víkingur Ólafsson
- 2024: Oumou Sangaré

### Sztuki wizualne
- 1993: Rafael Moneo
- 1995: Claes Oldenburg
- 1997: Torsten Andersson
- 1999: Herzog & de Meuron
- 2001: Giuseppe Penone
- 2003: Susan Rothenberg
- 2005: SANAA i Kazuyo Sejima + Ryūe Nishizawa
- 2008: Mona Hatoum
- 2011: Marlene Dumas
- 2014: Anne Lacaton i Jean-Philippe Vassal
- 2017: Doris Salcedo
- 2018: Andrea Branzi
- 2020: Francis Alÿs
- 2022: Rem Koolhaas
- 2024: Steve McQueen